# Kontraktion und Konvergenz
Kontraktion und Konvergenz, von engl. contraction and convergence, oft auch als Verringerung und Konvergenz übersetzt, ist ein Lastenteilungsverfahren des Klimaschutzes. Es besteht aus zwei Dimensionen: Kontraktion bezeichnet die Reduktion des Treibhausgas-Ausstoßes insgesamt auf ein Zielniveau, das die globale Erwärmung begrenzt. Konvergenz bedeutet, dass die Pro-Kopf-Emissionen verschiedener Länder sich annähern und schließlich in einem Zieljahr angleichen sollen. So soll die insgesamt sinkende Emissionsmenge gerecht auf alle Menschen aufgeteilt und gleichzeitig die Machbarkeit sichergestellt werden.

## Prinzipien

Beispiel für Kontraktion und Konvergenz: nach Ländergruppen, mit Beginn 2000 über das Konvergenzjahr 2030 zu einem sicheren und stabilen Zielniveau 2100

Kontraktion und Konvergenz geht von einem globalen Kohlenstoffbudget aus, das die Menschheit höchstens noch emittieren kann, wenn die globale Erwärmung mit einer bestimmten Wahrscheinlichkeit auf ein bestimmtes Niveau begrenzt werden soll. Der Ansatz umfasst hierbei die Emissionen von CO2 und anderen Treibhausgasen, soweit verlässliche, länderspezifische Daten über deren Emissionen vorliegen. Das Kohlenstoffbudget wird als endliches, weltweites Allmendegut angesehen, das es international aufzuteilen gilt. Kontraktion und Konvergenz schlägt nun einen Rahmen vor, wie die jährlichen Emissionen auf ein nachhaltiges Niveau verringert werden können und wie das verbliebene Budget auf alle Länder der Erde verteilt werden kann.

### Kontraktion
Die Kontraktion, also die Verringerung der über alle Länder summierten Emissionen, muss dabei so zügig erfolgen, dass das Kohlenstoffbudget eingehalten wird. Es wird hier meist von einem Kohlenstoffbudget ausgegangen, das im  Einklang mit dem auf der UN-Klimakonferenz in Cancún 2010 anerkannten Zwei-Grad-Ziel steht. Am Ende der Kontraktionsphase, wenn das Budget aufgebraucht ist, muss ein nachhaltiges Emissionsniveau erreicht sein. Das nachhaltige Emissionsniveau betrug 2011 bei einer Weltbevölkerung von etwa sieben Milliarden Menschen ca. 1–2 Tonnen CO2 pro Kopf. Wächst die Weltbevölkerung – prognostiziert sind bis zu 10 Milliarden Menschen im Jahr 2100 – dann muss das nachhaltige Emissionsniveau auf mehr Menschen verteilt werden. D. h. auch nach dem Ende der Kontraktionsphase kann es sein, dass die Pro-Kopf-CO2-Emissionen weiter abnehmen müssen.

### Konvergenz
Die Konvergenz-Idee geht davon aus, dass jedem Menschen die gleiche Kohlendioxid-Emissionsmenge zugestanden werden soll. Dieses Gerechtigkeitsziel (siehe Klimagerechtigkeit) soll mit dem Ende der Konvergenz-Phase erreicht werden. Gleichzeitig soll die Konvergenz aber auch einzelne Länder nicht überfordern, damit in ausreichendem Maß alternative Energiequellen erschlossen und Energieeffizienz-Maßnahmen umgesetzt werden können. Daher erhalten Staaten initial eine Menge an Emissionsrechten, die sich an ihrem Bruttonationalprodukt (BNP) bzw. den bis dahin verursachten jährlichen Emissionen orientiert. Diese anfänglich dem BNP proportionale Zuteilung wird dann über den Konvergenzzeitraum immer mehr einer der Bevölkerungszahl proportionalen angenähert. Während Staaten, deren Emissionen über dem Konvergenzniveau liegen, in dieser Phase ihre Emissionen deutlich reduzieren müssen, können einige Entwicklungsländer mit weit unterdurchschnittlichen Emissionen anfänglich noch ihre Emissionen steigern. So soll Entwicklungszielen Rechnung getragen werden. Seitdem der Vorschlag in den 1990er Jahren entwickelt wurde, ist aber mittlerweile ein so großer Anteil des Kohlenstoffbudgets zum Zwei-Grad-Ziel verbraucht worden, dass auch die meisten Schwellenländer sehr bald ihre Emissionen reduzieren müssten.

### Weitere Merkmale und Optionen

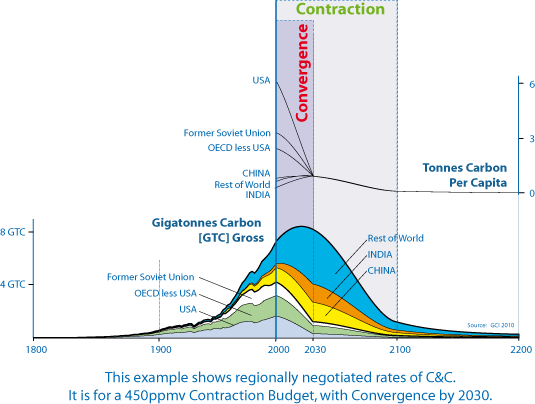
Unberücksichtigte historische Gesamtemissionen (eingefärbte Flächen): Insgesamt werden Industrieländer bis zum Konvergenzzeitpunkt deutlich mehr emittiert haben

Das Konzept bezieht historische Emissionen nicht als zusätzliche Minderungsverpflichtungen mit ein. Im Gegenteil können hohe historische Emissionen in den Jahren vor Einrichtung eines Verfahrens nach den Prinzipien von Kontraktion und Konvergenz sogar für eine noch höhere initiale Zuteilung von Emissionsrechten sorgen. Beim Erreichen der Konvergenz hätten die Industrieländer dann historisch ein Vielfaches an Treibhausgasen pro Kopf ausgestoßen als Entwicklungsländer. Einer Modellrechnung von Gignac und Matthews (2015) zufolge würden, bei einer Konvergenz von 2013 bis 2050, einem Ende der Kontraktion im Jahr 2070 und einem mit dem Zwei-Grad-Ziel vereinbaren CO2-Budget von 1000 Gt, auch von diesem Restbudget fast 90 % vor dem Erreichen der Konvergenz vor allem durch die Industrieländer verbraucht werden. Nur ein geringer Teil würde nach dem Pro-Kopf-Kriterium aufgeteilt werden. Der Ökonom Nicholas Stern nannte aus diesem Grund das Konzept 2007 auf der UN-Klimakonferenz auf Bali eine „spektakulär schwache Form von Gerechtigkeit“.
Das Global Commons Institute (GCI) schlägt als Ausgleich für ungleiche historische Emissionen Kompensationszahlungen vor. Gignac und Matthews (2015) berechneten die gegenüber dem Pro-Kopf-Kriterium ab dem Jahr 1990 aufgelaufenen Emissionsguthaben und -schulden. Eine vollständige monetäre Kompensation der Schulden würde hohe Ausgleichszahlungen erfordern. Setzt man die von der US-Umweltschutzbehörde geschätzten sozialen Kohlenstoffkosten von 11 US$ bis 100 US$ pro Tonne CO2 an, so würde sich der Kompensationsbetrag für die USA auf 1.550 Milliarden US$ (ähnlich den Kosten für den „Krieg gegen den Terror“ 2001–2014) bis 15.000 Milliarden US$ (in etwa das Bruttoinlandsprodukt der USA im Jahr 2010) belaufen.
Verschiedentlich wird vorgeschlagen, dass Staaten über einen Emissionsrechtehandel Zuteilungen von Emissionsrechten verkaufen und kaufen können sollten. So können die Emissionsreduktionen dort, wo sie die geringsten Kosten verursachen, erfolgen. In einen solchen Emissionshandel können dann auch nicht-staatliche Emissionen aus dem internationalen Luft- und Seeverkehr miteinbezogen werden.
Kontraktion und Konvergenz ist ein zielgenaues Verfahren dadurch, dass das globale Emissionsbudget bzw. der globale Emissionspfad vorgegeben sind. Es lässt sich stetig ausgestalten, das heißt Sprünge in der Zuweisung von Emissionsrechten und damit einhergehende Gefährdungen wirtschaftlicher Stabilität lassen sich vermeiden. Die Form bzw. der zeitliche Verlauf der Konvergenz- und Kontraktionspfade kann unterschiedlich vereinbart werden, zum Beispiel linear oder orientiert an geschätzten minimalen Gesamtkosten.
Bei weltweit steigenden Bevölkerungszahlen müssen die Pro-Kopf-Emissionen sinken, um das Budget einzuhalten. Die bei der Zuteilung der Emissionsrechte einfließende Bevölkerungsgröße der Länder kann fortwährend neu berücksichtigt oder anhand eines Stichjahres festgelegt werden. Indem das Verfahren auf gleiche Pro-Kopf-Emissionen abzielt, berücksichtigt es nicht den möglicherweise unterschiedlichen Bedarf verschiedener Länder, der zum Beispiel durch die geografische oder klimatische Lage begründet sein könnte. Eine gleiche Pro-Kopf-Quote berücksichtigt auch nicht die arbeitsteilige Organisation der Weltwirtschaft. Manche Länder haben deshalb besonders hohe Emissionen, weil sie besonders viel und besonders emissionsintensive Güter für den Export produzieren, gleiche Pro-Kopf-Emissionen können ihnen im Einzelfall existenzielle Schwierigkeiten bereiten. Nicht erfasste Treibhausgase, Landnutzungsänderungen und andere Faktoren, die ebenfalls zur globalen Erwärmung beitragen, müssen außerhalb des Rahmens von Kontraktion und Konvergenz berücksichtigt werden.
Das Verfahren wird als einfach und transparent bezeichnet.

## Entwicklung und klimapolitische Bedeutung
Das Konzept wurde 1990 vom Global Commons Institute in dreijähriger Arbeit entwickelt. 2007 wurde es im deutschsprachigen Raum unter dem Namen Kohlenstoff-Gerechtigkeit erstmals von einer breiten Öffentlichkeit diskutiert.
Das Konzept wurde von einer Reihe politischer und wissenschaftlicher Akteure unterstützt. Der Wissenschaftlicher Beirat der Bundesregierung Globale Umweltveränderungen empfahl das Konzept für die zweite Verpflichtungsperiode des Kyoto-Protokolls, ab 2012, und schlug als Konvergenzjahr 2050 vor. Kontraktion und Konvergenz galt als eines der populärsten Modelle für ein Klimaschutzregime der zweiten Verpflichtungsperiode. Viele Modelle haben den Ansatz aufgegriffen und weiterentwickelt, etwa das dynamische Konvergenzmodell des Umweltbundesamtes aus dem Jahr 2005.

## Anwendung außerhalb der Klimapolitik
Inzwischen ist der Anwendungsbereich des Konzepts erweitert worden: Nicht nur die Treibhausgasemissionen sollen verringert und weltweit vereinheitlicht werden, sondern der gesamte Naturverbrauch des Menschen. Dieser Vorschlag wird unter anderem in der vom Wuppertal Institut herausgegebenen Studie Fair Future formuliert. Der WWF entwickelte mit dem Living Planet Report für den gesamten ökologischen Fußabdruck der Menschheit ein gleichartiges Zukunftsmodell, das zur Vermeidung von Verwechslungen die Bezeichnung S & S (Shrink and Share) erhielt.

## Vergleich mit anderen Lastenteilungsverfahren
Ein alternatives Konzept, das historische Emissionen (Verantwortung) und gegenwärtige Leistungsfähigkeit (Capacities) der Staaten in ein Viel-Indikatoren-Modell aufnimmt, ist das Modell der Greenhouse Development Rights (GDRs) des Instituts Eco-Equity, gefördert durch die Heinrich-Böll-Stiftung, und ChristianAid. In einem im Vorfeld der UN-Klimakonferenz in Kopenhagen 2009 von der Böll-Stiftung herausgegebenen Vergleich sprechen die Ethiker Kraus und Ott dem Konzept von Kontraktion und Konvergenz unter anderem die bessere politische Akzeptabilität, eine leichtere Implementierbarkeit und eine sicherere ethische Basis zu. Der Wissenschaftsautor Tilman Santarius hebt hervor, dass Kontraktion und Konvergenz die historische Verantwortung der Industrieländer nicht berücksichtigt und Entwicklungsländer kaum dem Konzept zustimmen können, weil es sie bald zur Emissionsreduktion verpflichten würde. Eine ausreichende politische Unterstützung für GDRs sieht er ebenfalls als problematisch an.